# Таро Асо
Таро Асо (јап. 麻生 太郎; 20. септембар 1940) je јапански политичар. Од 2012. године обавља функцију заменика премијера Јапана и министра финансија. Претходно је био премијер Јапана, министар спољних послова и министар унутрашњих послова.